# VLT de Brasilia

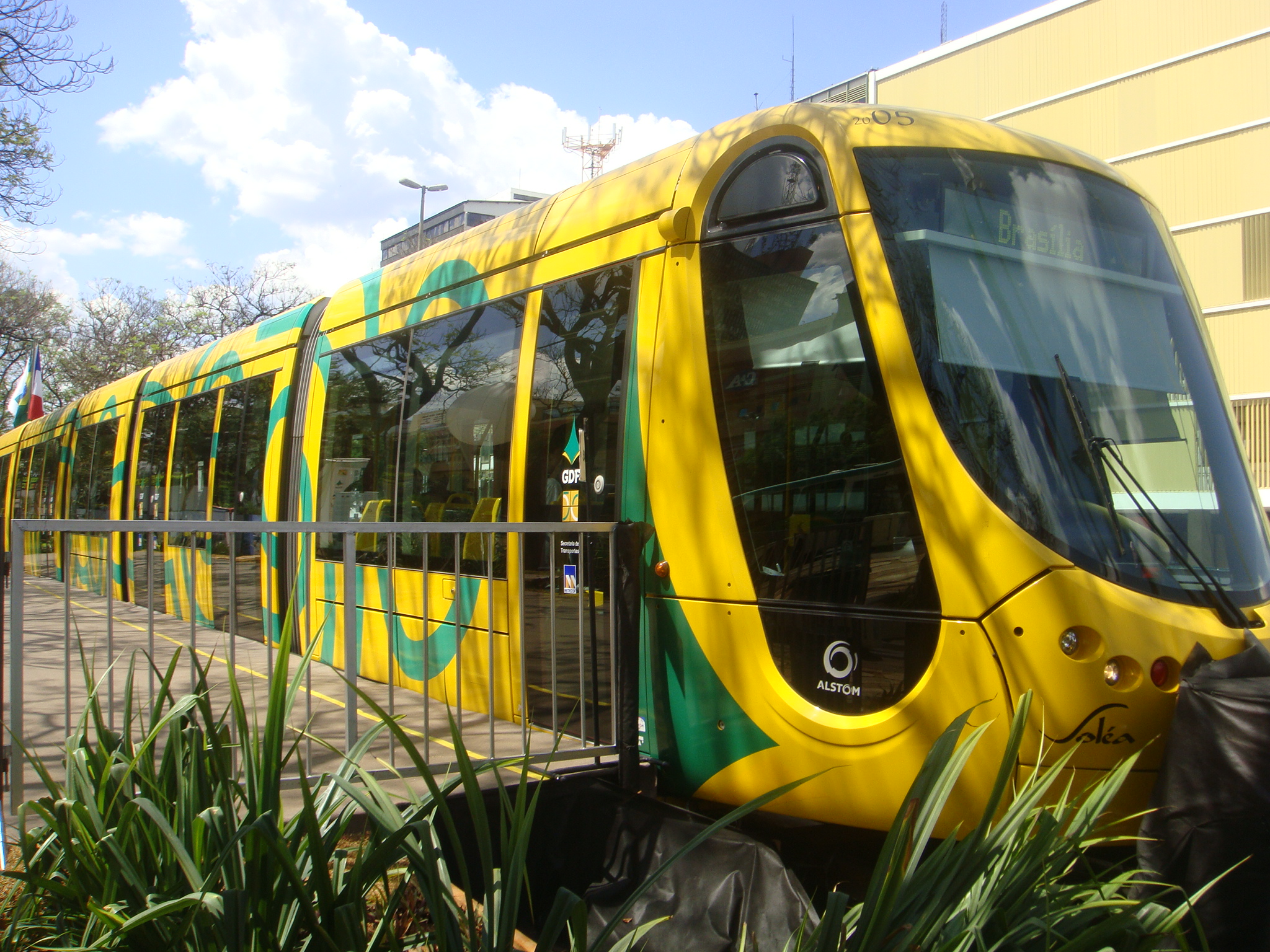
Nuevo VLT de Brasilia en la vía W3. El sistema debería entrar en funcionamiento en 2015.

El VLT de Brasilia, Metro Ligero de Brasilia o Metro de Superficie de Brasilia, todavía en fase de construcción, será un medio de transporte basado en el sistema de vehículos ligeros sobre railes (VLT), y tiene como objetivos desahogar el flujo de vehículos, e incrementar el sistema público de transporte contemplado en el Plan Piloto. El sistema será operado por la Compañía del Metropolitano del Distrito Federal (Metrô-DF). El Proyecto completo tiene como objetivo unir el Aeropuerto de Brasilia con el Terminal del Asa Norte, a través de la vía W3, y también unirá todo el Eje Monumental.

## Características del sistema
El sistema estará formado por dos líneas, siendo la primera la que partirá del Aeropuerto, pasará por la Terminal de transporte del Asa Sur, por la vía W3 Sur y W3 Norte, hasta llegar al Terminal del Asa Norte localizado en el final del Asa Norte, recorriendo un total de aproximadamente 22,6 km. Y la segunda línea hará la conexión de todo el Eje Monumental, y unirá varios puntos turísticos de la Ciudad, como la Plaza de los Tres Poderes, la Explanada de los Ministerios, la Torre de TV, el Estadio Mané Garrincha, y el Memorial JK, en un recorrido de aproximadamente 6,3 km.
Los vehículos que serán utilizados tendrán capacidad para transportar hasta 570 pasajeros por vehículo, y el sistema tendrá capacidad para transportar hasta 120.000 pasajeros al día. Los vehículos circularán a una velocidad comercial de 30 km/h, y una velocidad máxima de 70 km/h. El tiempo de espera en cada estación será entre tres y cuatro minutos.

## Obras de Construcción
Inicialmente, el primer tramo del VLT de Brasilia en ser construido, a partir de septiembre de 2009, haría la conexión del Terminal Asa Sur a la manzana 502 Norte, en un trayecto de 8,7 km y 11 estaciones, a lo largo de la Avenida W3. Esta fase de la obra estaba presupuestada en 780 millones de reales. El término de la construcción de este tramo debería ocurrir hacia finales de 2010. No obstante, la obra fue paralisada por la Justicia en septiembre de 2010. El Ministerio Público del Distrito Federal y Territorios (MPDFT) recomendó que el contrato para la construcción del VLT fuese anulado, por sospecha de irregularidades en el concurso público.
En abril de 2011, el Tribunal de Justicia del Distrito Federal anuló el concurso, que había sido realizado en 2009. El Gobierno del Distrito Federal anunció que haría una nueva licitación para el VLT.
En septiembre de 2011, el secretario de Transportes del Distrito Federal, José Walter Vazquez Filho, descartó la posibilidad de implantación del tramo entre el Terminal Asa Sur y 502 Norte hasta 2014. Según él, la prioridad es entregar el tramo que unirá el Aeropuerto Internacional Juscelino Kubitschek al Terminal Asa Sur, con 6,4 kilómetros de extensión.
En abril de 2012, durante la audiencia en la Comisión Especial de la Copa del Mundo de la Cámara Legislativa del Distrito Federal, el secretario de Obras del Distrito Federal, David de Mattos, admitió que el VLT de Brasilia no estaría listo antes de la realización del Mundial de Fútbol en Brasil. En septiembre del mismo año, fue publicado en el Diário Oficial de la Unión la resolución que oficializó la retirada de la obra del VLT de Brasília de la Matriz de Responsabilidades de la Copa del Mundo.
El 1 de marzo de 2013 el Gobierno de Distrito Federal publicó el informe de calificación de las empresas interesadas en asumir la construcción del VLT, que suponía retomar de nuevo el proyecto.

## Tabla del Sistema
| Línea | Terminales                                                    | Extensión (km) | Estaciones | Duración de los viajes (min) | Funcionamiento  |
| ----- | ------------------------------------------------------------- | -------------- | ---------- | ---------------------------- | --------------- |
| 1     | Aeropuerto ↔ Terminal Asa Norte)                              | 25,7           | 24         | ------                       | En construcción |
| 2     | Plz. de los 3 Poderes ↔ Memorial JK - (por el Eje Monumental) | 6,3            | 7          | ------                       | En Estudio      |